# Nasiternella regia
Nasiternella regia är en tvåvingeart som beskrevs av Riedel 1914. Nasiternella regia ingår i släktet Nasiternella och familjen hårögonharkrankar. Inga underarter finns listade i Catalogue of Life.